# Volkstag

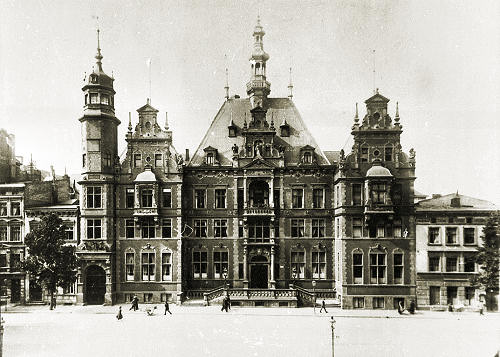
Siedziba Volkstagu WM Gdańska

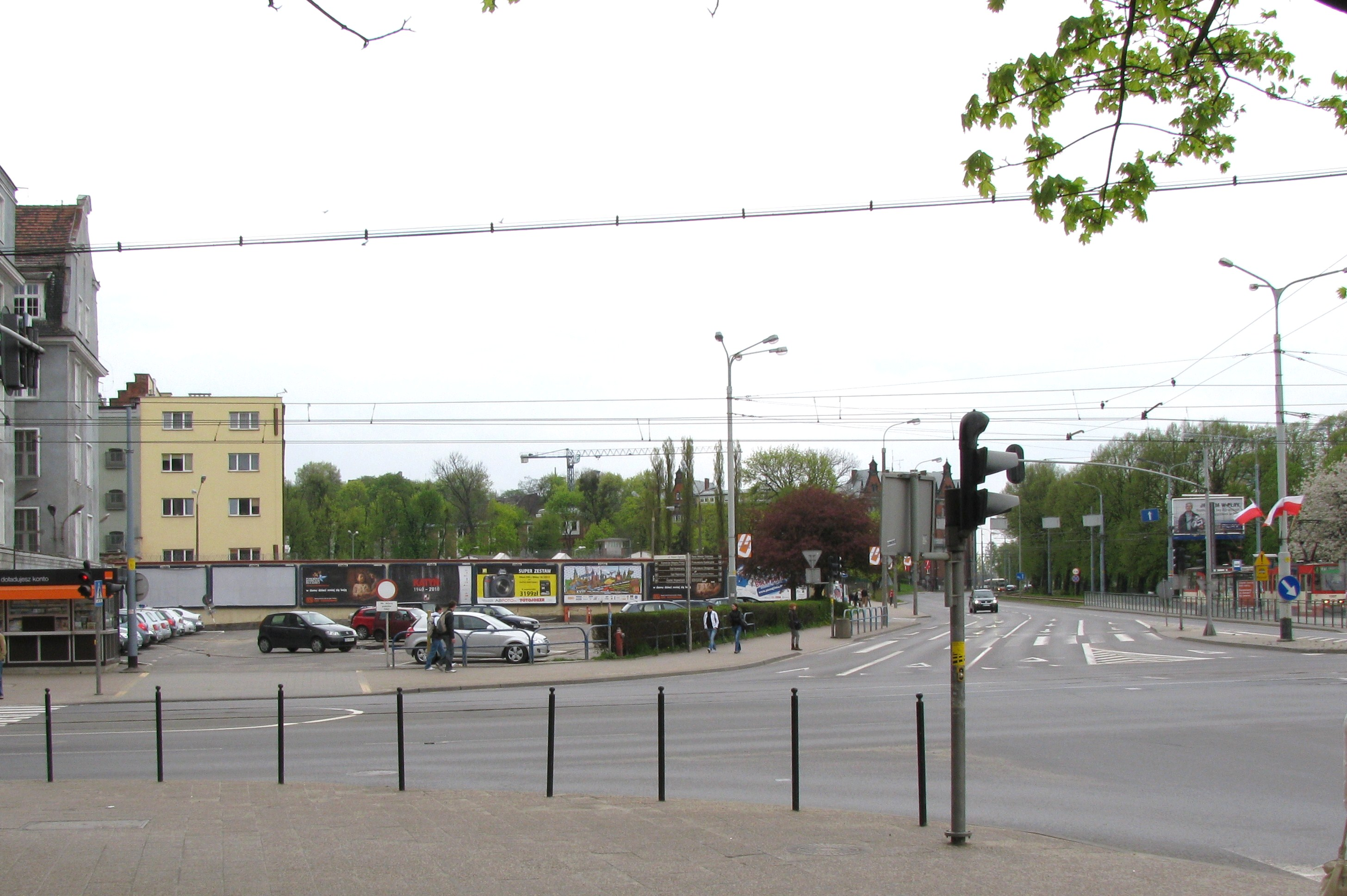
Miejsce, w którym stał budynek Volkstagu WM Gdańska, 2010

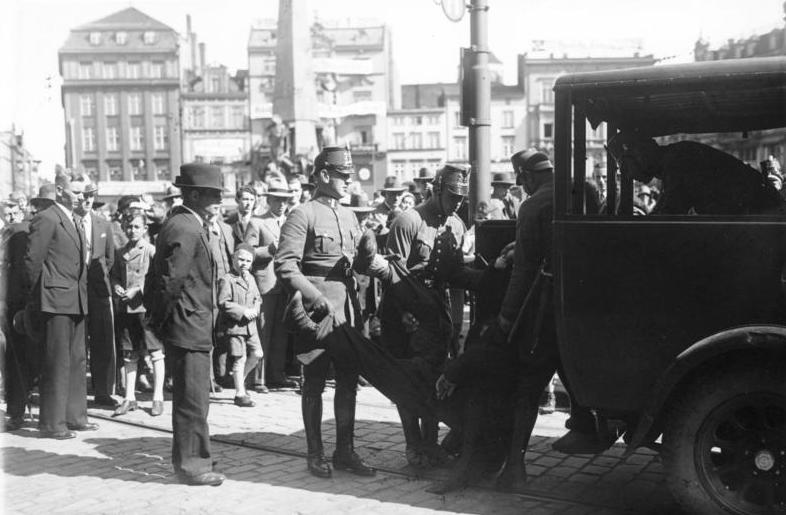
Policja zatrzymuje „zakłócacza” porządku w trakcie wyborów do Volkstagu, maj 1933

Volkstag (z niem. dosł. Zgromadzenie Ludowe) – parlament Wolnego Miasta Gdańska. Składał się początkowo (I-III kadencja) ze 120, a następnie (IV-VI kadencja) z 72 posłów wybieranych w pięcioprzymiotnikowych wyborach na okres 4 lat. Czynne prawo wyborcze przysługiwało obywatelom, którzy ukończyli 20 lat, bierne – 25 lat. Cechą szczególną Volkstagu było to, że obradował jako organ ciągły, a nie jak inne parlamenty w określonych zamykanych sesjach. Członkowie Volkstagu wybierali Senat, sprawujący władzę wykonawczą.

## Historia Volkstagu
- 16 maja 1920 wybory do Zgromadzenia Konstytucyjnego
- 14 czerwca 1920 pierwsze posiedzenie Zgromadzenia Konstytucyjnego
- 13 sierpnia 1920 uchwalenie konstytucji Wolnego Miasta
- 15 listopada 1920 oficjalne proklamowanie Wolnego Miasta Gdańska
- 6 grudnia 1920 Zgromadzenie Konstytucyjne ogłasza się Volkstagiem I kadencji

I kadencja 6 grudnia 1920 – 31 grudnia 1923

Polscy posłowie: Franciszek Kubacz, Wojciech Jedwabski, Bonifacy Łangowski, Władysław Panecki, Stanisław Kuhnert, Teodor Grobelski, Bronisław Budzyński
- 18 listopada 1923 wybory do Volkstagu II kadencji

II kadencja 1 stycznia 1924 – 31 grudnia 1927

Polscy posłowie: Franciszek Kubacz, Wojciech Jedwabski, Bonifacy Łangowski, Władysław Panecki, Zygmunt Moczyński
- 13 listopada 1927 wybory do Volkstagu III kadencji

III kadencja 1 stycznia 1928 – 15 listopada 1930

Polscy posłowie: Antoni Lendzion, Leon Miszewski, Zygmunt Moczyński
- 4 lipca 1930 Volkstag uchwala zmianę konstytucji Wolnego Miasta.
- 16 listopada 1930 wybory do Volkstagu IV kadencji

IV kadencja 16 listopada 1930 – 27 maja 1933

Polscy posłowie: Antoni Lendzion, Erazm Czarnecki
- 28 maja 1933 wybory do Volkstagu V kadencji

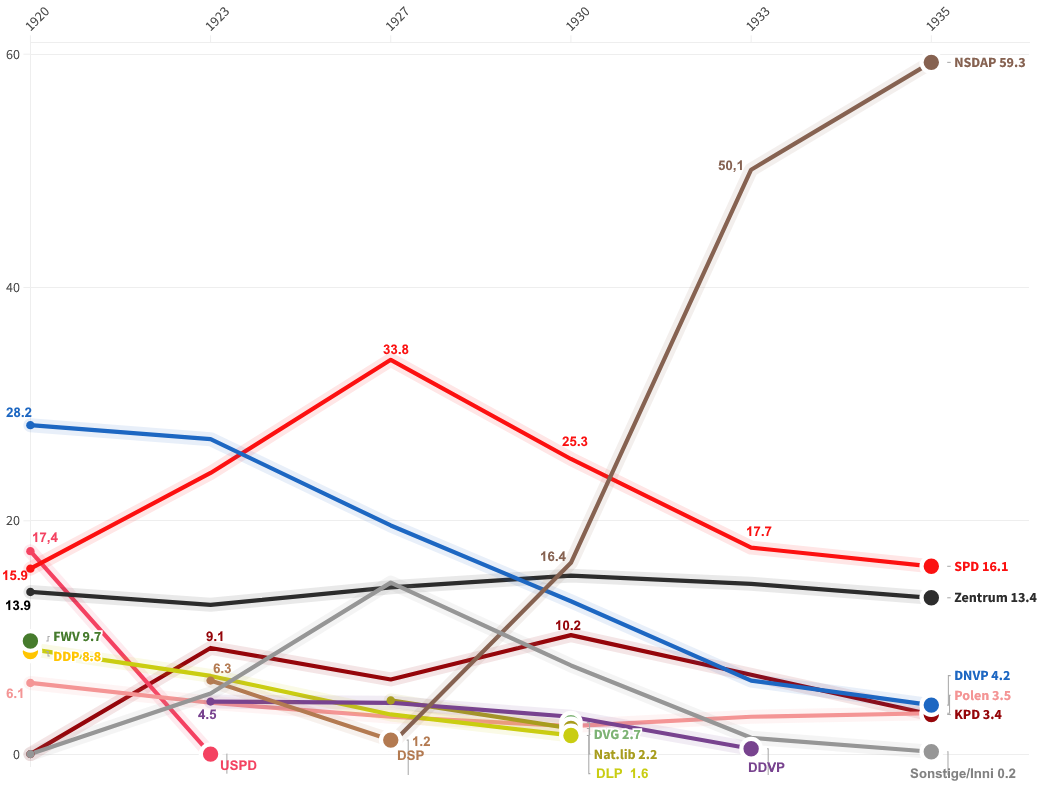
Wykres poparcia partii w Wolnym Mieście Gdańsku na podstawie wyników wyborczych

V kadencja 28 maja 1933 – 6 kwietnia 1935

Polscy posłowie: Zygmunt Moczyński, Erazm Czarnecki
- 7 kwietnia 1935 wybory do Volkstagu VI kadencji

VI kadencja 7 kwietnia 1935 – 1 września 1939

Polscy posłowie: Antoni Lendzion, Bronisław Budzyński
W tym czasie zaniechano w praktyce zwoływania posiedzeń Volkstagu.

## Prezydenci Volkstagu
- 1920-1921 – Wilhelm Reinhard
- 1921-1921 – Adalbert Matthaei
- 1921-1923 – Adolf Treichel
- 1923-1924 – Julius Gehl
- 1924-1926 – Adolf Treichel
- 1926-1928 – Alfred Semrau
- 1928-1930 – Friedrich Spill
- 1930-1931 – Julius Gehl
- 1931-1933 – Wilhelm von Wnuck
- 1933-1933 – Franz Potrykus
- 1933-1935 – Wilhelm von Wnuck
- 1935-1939 – Edmund Beyl

## Siedziba Volkstagu
Siedzibą Volkstagu został gmach przy Neugarten 23 (dzisiaj ul. Nowe Ogrody), który został zbudowany w XIX wieku dla potrzeb władz prowincji Prusy Zachodnie (Provinzialverwaltung – Landeshaus). Po II wojnie światowej znacznie uszkodzony budynek został rozebrany. Obecnie znajduje się tam parking oraz jedna jezdnia poszerzonej ulicy 3 Maja.